# 郭煜機
郭煜機 (1952年11月30日—），香港導演及電視劇集監製。

## 簡介
郭煜機在1970年代加入麗的電視任助理編導，1979年升任編導，拍攝了《新變色龍》、《人在江湖》、《太極張三豐》等經典劇集。
1982年郭煜機拍攝以街市青年追女爭鬥為題材的電影《2.5CM》於當年9月24日上畫一天便於戲院結束放映，是香港電影史上公映期最短的電影，票房收入只有約36萬元。電影只上映一日原因是因為電檢處認為影片有敗壞社會風氣，因而令片商受壓力之下停止放映。
1984年為亞洲電視劇集《四大名捕》擔任監製。

## 電視劇 (麗的電視/亞洲電視)
- 1978年：《危險人物》 (助理編導)
- 1978年：《新大丈夫》 (助理編導)
- 1978年：《變色龍》 (助理編導)
- 1979年：《新變色龍》 (編導)
- 1979年：《大白鯊》 (編導)
- 1979年：《怒劍鳴》 (編導)
- 1980年：《人在江湖》 (編導)
- 1980年：《大地恩情之金山夢》 (製作策劃)
- 1980年：《太極張三豐》 (編導)
- 1981年：《浴血太平山》 (編導)
- 1981年：《自由萬歲》 (編導)
- 1981年：《天使危機》 (編導)
- 1981年：《大俠霍元甲》 (編導)
- 1982年：《天梯》 (編導)
- 1982年：《禿鷹》 (編導)
- 1982年：《血債血償》 (編導)
- 1983年：《飛越擂台》 (編導)
- 1983年：《再向虎山行》 (編導)
- 1983年：《福星闖天下》 (編導)
- 1983年：《鐵膽英雄》 (編導)
- 1984年：《四大名捕》 (監製)

## 電影
- 1982年：《2.5CM》

## 外部連結
- 香港電影導演大全-郭煜機 （页面存档备份，存于）